# El Correo Gallego
El Correo Gallego é um jornal diário galego publicado em Santiago de Compostela. Foi fundado por José Mariano Abizanda na cidade de Ferrol em 1878.

## História
A primeira edição foi publicada a 1 de agosto de 1878. O primeiro director do jornal foi Victorino Novo García. Desde 1912 e durante vinte e seis anos, a família Barcón geriu o jornal. Entre os seus directores estiveram Manuel Comellas, Fernando Pérez Barreiro, Alfonso de Cal (1913-1914), Eladio Fernández Diéguez, Roberto Blanco Torres (1920-1921), Lisardo Barreiro e Xerardo González Martín. Em outubro de 1938, o jornal foi transferido para Santiago de Compostela e fundido com El Eco de Santiago, passando a denominar-se El Correo Gallego y El Eco de Santiago. Em 1967, foi fundido com La Noche passando a denominar-se El Correo Gallego, diario de La Noche, e tornando-se um jornal vespertino. Esta união só durou até o dia 27 de dezembro de 1968, quando voltou com o seu título original El Correo Gallego como um jornal diário matutino. O seu actual proprietário é Feliciano Barrera.

## Galeria

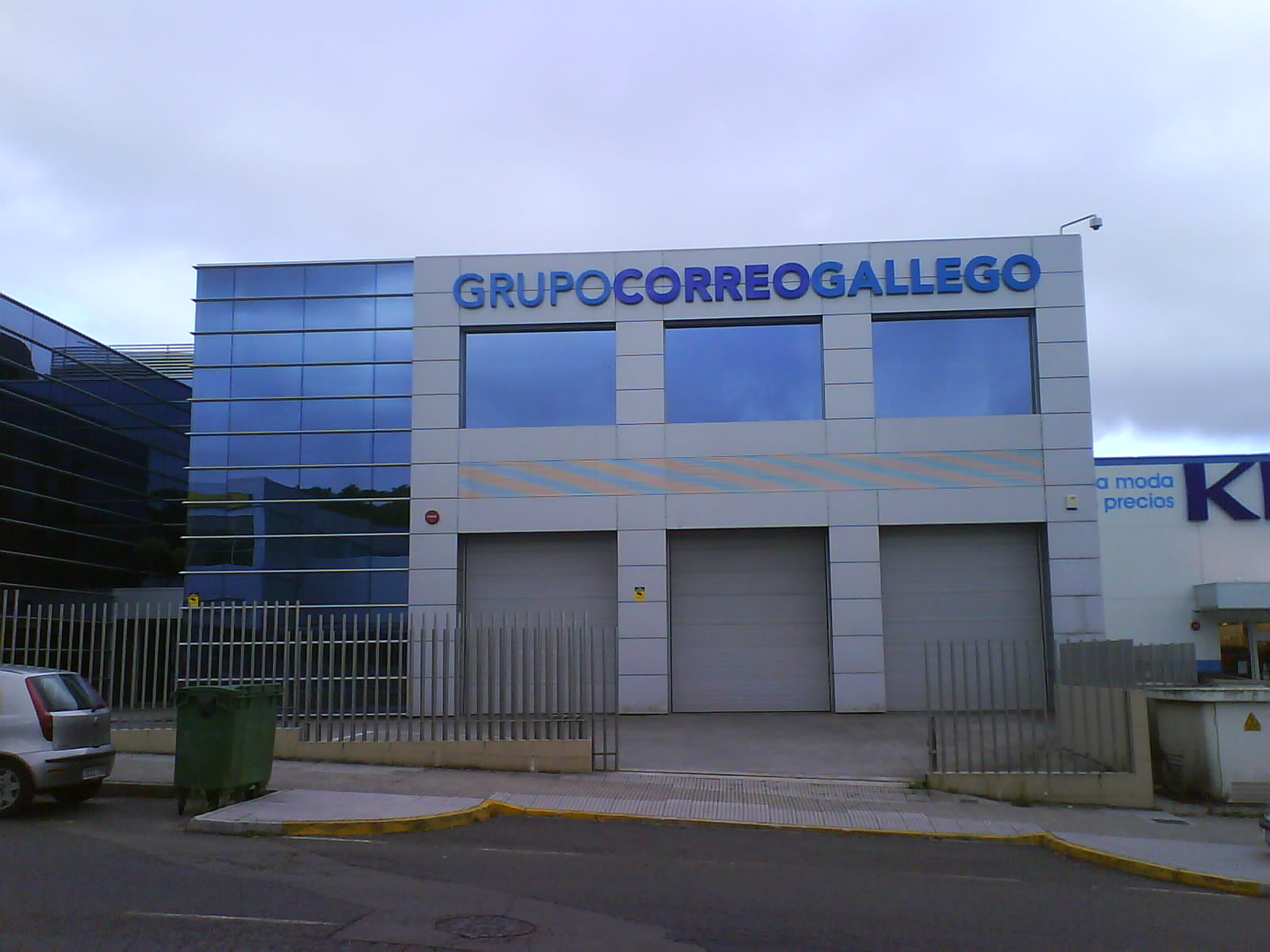
Sede do Grupo Correo Gallego no Polígono Industrial Costavella de Santiago de Compostela.